# Романенко Прокіп Логвинович
Прокіп Логвинович Романенко (25 лютого 1897, хутір Романенки Роменського повіту Полтавської губернії, тепер село Хустянка Конотопського району Сумської області — 10 березня 1949, місто Москва, тепер Російська Федерація) — радянський військовий діяч, генерал-полковник (15.07.1944). Депутат Верховної Ради СРСР 2-го скликання (в 1946—1949 роках).

## Біографія
Народився в селянській родині.
У 1914 році добровільно вступив на військову службу до 14-го Оренбурзького козачого полку російської армії. Учасник Першої світової війни, воював на Південно-Західному фронті. 19 квітня 1915 року поранений кулею в шию. Лікувався у військовому госпіталі Політехнічного товариства, після лікування продовжив військову службу.
У 1917 році закінчив 5-у Київську школу прапорщиків, призначений молодшим офіцером (командиром півроти) у 155-й запасний піхотний полк в місті Царицині. Демобілізований з армії в січні 1918 року.
У січні 1918 року обраний членом Благодатненського волосного виконкому Ставропольської губернії, тоді ж вступила до місцевого загону Червоної гвардії. З березня 1918 року був Благодатненським волосним військовим комісаром, а у червні 1918 року сформував та очолив об'єднаний «летючий» червонопартизанський загін та боровся з ним проти військ Добровольчої армії. У серпні 1918 року загін був розгорнений в 4-й Ставропольський полк, який з вересні 1918 року входив до складу 2-ї Північно-Ставропольської дивізії як 12-й стрілецький полк.
З червня 1919 року — командир ескадрону та помічник командира 33-го кавалерійського полку РСЧА.
Член РКП(б) з січня 1920 року.
У червні 1920 року призначений командиром 33-го кавалерійського полку 6-ї кавалерійської дивізії 1-ї Кінної армії РСЧА. Воював із білокозаками та частинами Кавказької армії генерала Антона Денікіна в Ставропольській губернії. З травня до серпня 1920 року в складі дивізії воював на львівському напрямку Південно-Західного фронту, а восени 1920 року брав участь у боях з військами генерала Врангеля у Північній Таврії та Криму.
З травня 1921 року — командир 83-го кавалерійського полку 14-ї кавалерійської дивізії 1-ї Кінної армії Північно-Кавказького військового округу.
З вересня 1924 року — командир 59-го кавалерійського полку, з серпня 1925 року — військовий комісар 59-го кавалерійського полку 10-ї Майкопської кавалерійської дивізії.
У 1925 році закінчив кавалерійські курси удосконалення командного складу в Ленінграді.
З вересня до жовтня 1926 року — командир 1-го окремого запасного ескадрону.
З жовтня 1926 до грудня 1928 року — командир 59-го кавалерійського полку 10-ї Майкопської кавалерійської дивізії.
З грудня 1928 року — командир, з лютого 1930 року — військовий комісар 10-го Верхньоуральського кавалерійського полку Червоного козацтва в складі 2-ї Червонокозацької дивізії.
У 1930 році закінчив Курси удосконалення вищого начальницького складу при Військовій академії РСЧА імені Фрунзе та відразу був зарахований до самої академії.
У травня 1933 року закінчив Військову академію РСЧА імені Фрунзе.
У травні 1933 — січні 1935 року — помічник начальника 3-го відділу Управління механізації та моторизації РСЧА.
У січні 1935 — квітні 1937 року — начальник штабу 13-ї механізованої бригади в Московському військовому окрузі.
У квітні 1937 — лютому 1938 року — командир і військовий комісар 11-ї механізованої бригади Ленінградського військового округу.
Брав участь у Громадянській війні в Іспанії, як радянський радник в іспанській республіканській армії.
З лютого 1938 року — командир 7-го механізованого корпусу Ленінградського військового округу, в травні 1938 року перетвореного в 10-й танковий корпус. Брав участь у боях радянсько-фінської війни 1939—1940 років.
У травні — червні 1940 року — командир 34-го стрілецького корпусу Північно-Кавказького військового округу.
У червні 1940 — січні 1941 року — командир 1-го механізованого корпусу Північно-Кавказького військового округу.
У січні 1941 — травні 1942 року — командувач 17-ї армії Забайкальського військового округу (фронту).
Учасник німецько-радянської війни з травня 1942 року.
У травні — вересні 1942 року — командувач 3-ї танкової армії Західного фронту.
У вересні — листопаді 1942 року — заступник командувача військ Брянського фронту.
У листопаді — грудні 1942 року — командувач 5-ї танкової армії Південно-Західного фронту.
15 січня — 12 лютого 1943 року — командувач 2-ї танкової армії Брянського фронту.
З лютого 1943 до 15 грудня 1944 року — командувач 48-ї армії на Брянському, Центральному, Білоруському, 1-му Білоруському, 2-му Білоруському фронтах.
9 липня 1945 — 18 лютого 1947 року — командувач військ Східно-Сибірського військового округу.
З лютого 1947 року навчався на Вищих академічних курсах при Вищій військовій академії імені Ворошилова. Після їх закінчення в грудні 1947 року зарахований слухачем на 2-й основний курс академії, який закінчив у 1948 році.
Помер після тривалої важкої хвороби 10 березня 1949 року в Москві. Похований на Новодівочому цвинтарі Москви.

## Звання
- Наказний
- Молодший урядник (8.05.1915)
- Старший урядник
- Прапорщик (.02.1917)
- Полковник (29.11.1935)
- Комдив (19.02.1938)
- Генерал-лейтенант (4.06.1940)
- Генерал-полковник (15.07.1944)

## Нагороди
- два ордени Леніна (22.10.1937, 21.02.1945)
- чотири ордени Червоного Прапора (.12.1920, 15.01.1940, 3.11.1944, 24.06.1948)
- два ордени Суворова І ст. (16.09.1943, 25.07.1944)
- два ордени Кутузова І ст. (28.01.1943, 27.08.1943)
- орден Червоного Прапора (Монгольська Народна Республіка) (2.02.1942)
- медаль «XX років Робітничо-Селянській Червоній Армії»
- медаль «За оборону Сталінграда»
- медаль «За перемогу над Німеччиною у Великій Вітчизняній війні 1941—1945 рр.» (1945)
- медалі
- чотири солдатські Георгіївські хрести